# Анна Комнина Дукина
Анна Комнина Дукина (на гръцки: Άννα Κομνηνή Δούκαινα или още и на гръцки: Άννα Αγγελίνα της Ηπείρου) е трета съпруга на Гийом II дьо Вилардуен и регентка на Ахейското княжество в периода от 1259 до 1262 г.

## Живот
Дъщеря е на епирския деспот Михаил II Комнин и съпругата му Теодора Петралифина.
През 1258 г. в Патра тя се омъжва за ахейския принц Гийом II дьо Вилардуен, а сестра ѝ Елена Комнина Дукина е омъжена за Манфред, крал на Сицилия. Тези династични бракове са част от съюза на родителите им срещу Никейската империя, чиято експанзия застрашава както интересите на владетеля на Епирското деспетство, който претендира за византийското имперско наследство, така и самото съществуване на латинските държави в Гърция. Последвалите дипломатически и военни маневри водят до окончателно поражение на епирско-латинския съюз в пелагонийската битка през 1259 г.
Анна поема регентството на Княжество Ахея след залавянето на Гийом от император Михаил VIII Палеолог и се опитва да организира съпротива срещу Франкска Гърция. Тя кани всички аристократки от Мореа (в отсъствието на техните съпрузи) на среща в дворцовия манастир в Никли, на която да обсъдят бъдещето на Мореа. Това събитие остава в историографията като „Женски парламент“ (на гръцки: Παλαρμάς των Κυράδων).
Анна, известна на френски като Агнес, след смъртта на съпруга си и редица перипетии, сред които и сицилианската вечерня, наследява владенията на фамилията Вилардуен – баронството на Каламата и крепостта Хлемуци, които получава като зестра от Гийом.
През 1280 г. Анна се омъжва за втори път за богатия владетел на половината Тива – Николас II Сент Омер. Това тревожи крал Шарл I Анжуйски, който е смутен да види в ръцете на свой могъщ васал замъка Хлемуци – най-могъщия в Ахея, заедно с Каламата, която има някои от най-плодородните земи на княжеството. Така след преговори през 1282 г. Анна разменя владенията си за земи в Месиния.
Бракът на Анна с Николас е бездетен и тя умира на 4 януари 1286 г. Погребана е до първия си съпруг в църквата „Свети Яков“ в Андравида.

## Деца
Анна има от Гийом две дъщери:
- Изабела дьо Вилардуен (* ок. 1260/1263, † 23 януари 1312)[8]
- Маргарита дьо Вилардуен (* 1266, † февруари 1315)[9]